# إليزابيث وماري كيربي

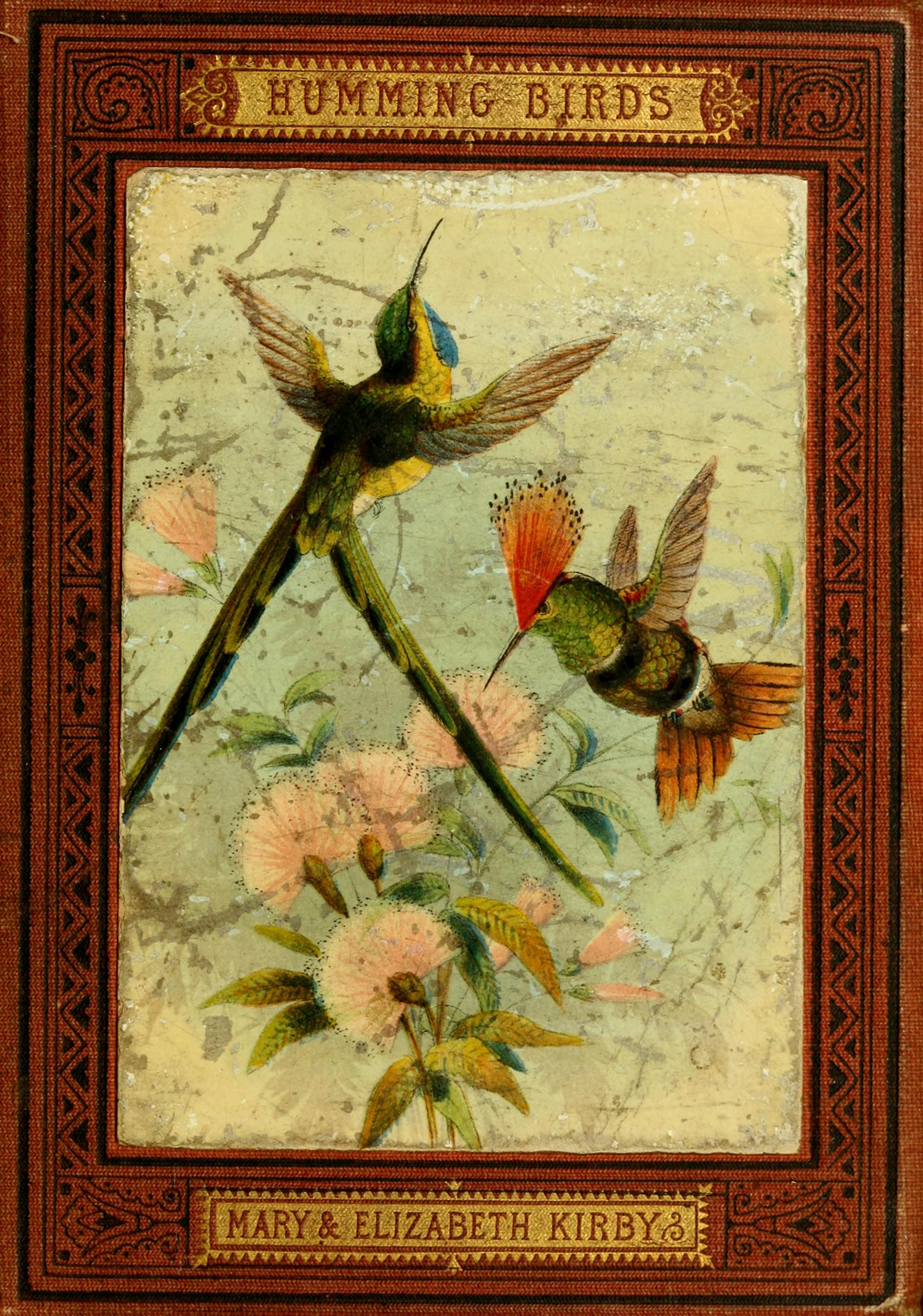
عمل من قبل إليزابيث وماري كيربي

إليزابيث وماري كيربي هما كاتبتان أديبتان إنجليزيتان ناجحتان، كتبتا العديد من كتب الأطفال، وكتب العلوم الطبيعية، وُلدت إليزابيث كيربي عام (1823)، وتُوفيت عام (1873)، بينما وُلدت ماري كيربي -ماري جريج بعد الزواج- عام (1817)، وتوفيت عام (1893). عُرفت ماري كيربي بإشرافها على مجموعات كبيرة من النباتات بمدينة ليسيسترشير بينما اشتُهرت إليزابيث  بكتب الأطفال. لكليهما شراكة طويلة ساعدت في نشر العلم. يُعتقد أن ماري كيربي كانت أول امرأة بريطانية تنشر دراسة علمية عن الحياة النباتية في مقاطعتها في القرن التاسع عشر.

## حياتهما

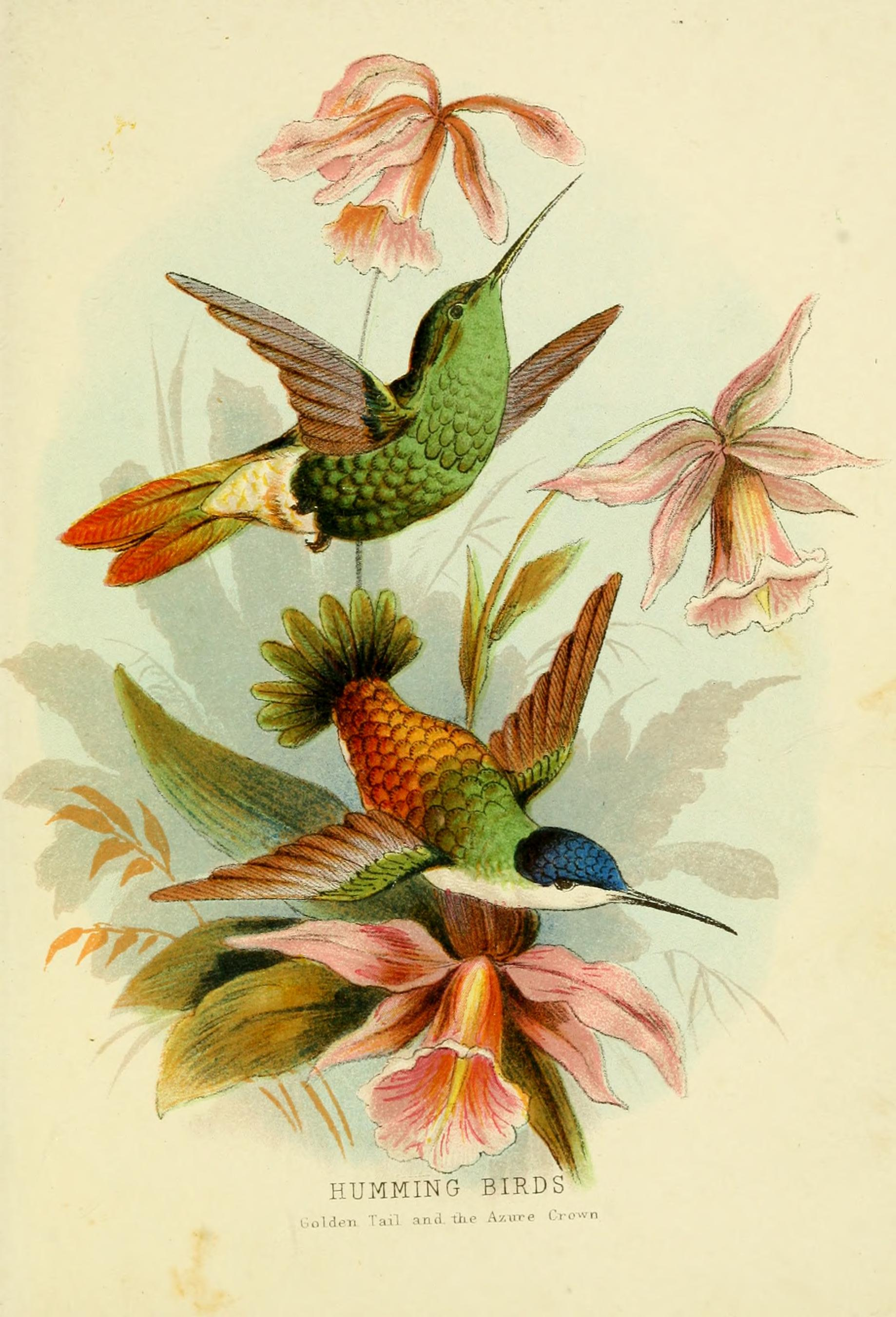
لوحة الطائر الطنان لإليزابيث وماري كيربي

إليزابيث وماري كيربي شقيقتان لعائلة ميسورة الحال نوعًا ما، نشأتا في ليسستر. كانت ماري أكبر من شقيقتها بست سنوات، وبينما كانت الاثنتان في مرحلة المراهقة تُوفيت والدتهما المُقعدة سارة بنتلي، التي كانت الزوجة الثانية لوالديهما. كان والدهما جون، رجلًا روحانيًا، وكان يعمل بالجوارب والملابس الداخليّة. تُوفيَ والدهما عام (1848)، دون أن يترك لهما دخلًا كافيًا، ومع ذلك ترك مجلة، استمرت ماري بالعمل بها بعد ذلك.
في النهاية، بلغت قيمة ممتلكاته التي تركها خمسة آلاف جنية. كانت هذه هي السنة نفسها التي نشرت فيها ماري مسودتها الأولى عن الحياة النباتية في لسيسترتشير، التي نشرتها بمساعدة أندرو بلوكسام وشقيقتها التي أضافت لها العديد من المعلومات غير النباتية الداعمة لموضوعها. كان الكتاب مصدر فكرة ذكية في عام (1848)، حيثُ تُركت باقي صفحات الكتاب فارغة. كانت الخطة التي أثبتت نجاحها هي الطلب من القراء الأوائل للكتاب تدوين ملاحظاتهم في الصفحات الفارغة في الكتاب. مكّن هذا الطبعةَ الرئيسة التي نُشرت عام (1850) من تدوين نحو 939 نوعًا مختلف من النباتات، ما دعى عالم الطبيعة الرائد وليام هوكر إلى الثناء على هذا الكتاب. يُعتثد أن ماري هي المرأة الوحيدة في القرن التاسع عشر التي كتبت كتابًا عن الحياة النباتية في منطقتها.
مع عدم وجود دخل طويل الأمد، طمحت الأختان للاحتراف؛ إذ إنهما تعلمتا جيدًا، وكانت ماري على دراية واسعة بالعديد من اللغات، واكتسبت مزيدًا من الخبرة والمعلومات بفضل المحاضرات التي تلقتها في معهد الميكانيكا المحلي.
على مدار 25 عامًا، نشرت ماري وإليزابيث العديد من الكتب منها عدد من الكتب التي تهتم بالعلوم الشعبية. كتبتا أيضًا العديد من المقالات في الصحف والمجلات والكتب المدرسية، بالإضافة إلى كتب الخيال والعلوم الطبيعية التي كانت ممتلئة بالرسوم التوضيحية. مكّنهما إرث والدهما والأموال التي حصلتا عليها من كتاباتهما من شراء الجزء المعيشي من كنيسة بروكسبي من القس هينري جريج، الذي تزوج ماري بعد ذلك عام (1860). حتى ذلك الوقت، عاشت الأختان في نورفولك حيثُ نشرتا العديد من نباتات التربة والمياة في عام (1857). بعد زواج ماري، عاش الثلاثة مع بعضهم في ماتون موبراي في  لسيسترتشير. ومن منزلهم المُخصص لهذا الغرض -المُسمى بسيكس إلمس- عمل الثلاثة من خلال نشر العديد من الكتب والمقالات تحت اسمهم المُشترك. ومن حين لآخر كانت إليزابيث تنشر كتبها الخاصة. تُوفينت إليزابيث عام (1873).
في العام التالي ضرب البرق برج الكنيسة التي كانوا يعيشون بها واضطرت ماري وزوجها التعامل مع هذه الصعوبات. قِيل في البداية إن ضربة البرق سببت فقط ثقبًا في البرج، لكن في الواقع، تسبب هذا بانهيار الهيكل بأكمله في وقت لاحق. ودون مبالاة بالأضرار، رتب جريج بعض الإصلاحات المؤقتة مع استمرار الخدمات بالتوازي مع هذه الإصلاحات، رُممت الكنيسة بالكامل بحلول عام (1874) بفصل أر. دبليو. جونسون.
تُوفي جريج عام (1881)، ولذلك وجب على ماري الدراسة والعمل مرة أخرى لتحصيل المال. تُوفيت ماري عام (1893)، بعد انتهائها من سيرتها الذاتية، ودُفنت في نفس قبر شريكها الزوجي وشريكها في الكتابة في كنيسة بروكسبي. تركت ماري أموالها لشقيقتها التي بقيت على قيد الحياة.

## كتبها
- نباتات التربة والماء، صدر عام (1857).
- اليسروع والفراشات والعث، صدر عام (1857).
- كيربي، ماري: الحياة النباتية في ليسيسترشير، صدر عام (1850).
- البحر وعجائبه، صدر عام (1873)
- فصول على الأشجار، صدر عام (1873). وصدر منه طبعات لاحقة باسم أحاديث حول الأشجار.
- تخطيطات حياة الحشرات، صدر عام (1874).
- طائر الطنان، صدر عام (1874).
- الطيور الجميلة في الأراضي البعيدة: مطارداتهم ومواطنهم.
- منشورات من حياتي، صدر عام (1888).[6]
- (Mary) Kirby هو المختصر الرسمي لاسم عالم النبات إليزابيث وماري كيربي المستعمل في التسميات العلمية اللاتينية للنباتات.